# 川越村 (島根県)
川越村（かわごえむら）は、島根県邑智郡にあった村。現在の江津市の一部にあたる。

## 地理
- 河川：江川[1]

## 歴史
- 1889年（明治22年）4月1日、町村制の施行により、邑智郡田津村、渡村、大貫村、鹿賀村が合併して村制施行し、川越村が発足[1][2]。
- 1950年（昭和25年）4月1日、邑智郡川下村の字坂本を編入[1][2]。
- 1954年（昭和29年）4月1日、邑智郡長谷村、市山村、川戸村、谷住郷村と合併し、桜江村を新設して廃止された[1][2]。

### 地名の由来
村の中心となった渡村の渡河点にちなむ。

## 産業
- 養蚕などの農業[1]。

## 交通

### 鉄道
- 1931年（昭和6年）5月30日 - 三江線 川戸～川越間が開通し石見川越駅開業[1]。（2018年廃止）
- 1949年（昭和24年）6月1日 - 三江線に無人駅の田津駅、鹿賀駅が開業[1]。（2018年廃止）